# Robert Morlevat
Robert Morlevat, né le 14 février 1907 et mort le 1er avril 1998, est un homme politique français.

## Détail des fonctions et des mandats
Mandats locaux
1937-1989 Maire de Semur en Auxois (Côte d'Or)
Mandats parlementaires
- 25 novembre 1962 - 2 avril 1967 : Député de la 4e circonscription de la Côte-d'Or
- 12 mars 1967 - 30 mai 1968 : Député de la 4e circonscription de la Côte-d'Or